# Warped (canción)
«Warped» es una canción de la banda Red Hot Chili Peppers de su álbum One Hot Minute, lanzado en 1995. La canción está influenciada por la guitarra de Dave Navarro, que sustituye la plaza de Jesse Tobias (lugar ocupado anteriormente por John Frusciante). El estilo de Navarro se caracteriza por una guitarra con una distorsión más pesada, más cercana a un estilo de rock psicodélico o heavy metal. Warped fue el primer sencillo del disco, el cual fracasó en cifras contra su predecesor, Blood Sugar Sex Magik.

## Lista de canciones

### Sencillo en CD (1995)
1. «Warped» (Álbum)
2. «Pea» (Álbum)
3. «Melancholy Mechanics» (Inédita)

- Datos: Q2698087